# Перићи
Перићи су насељено мјесто у општини Крњак, на Кордуну, Карловачка жупанија, Република Хрватска.

## Историја
Перићи су се од распада Југославије до августа 1995. године налазили у Републици Српској Крајини. До територијалне реорганизације насеље се налазило у саставу бивше велике општине Карловац.

## Становништво
Перићи су према попису из 2011. године имали 22 становника.
| Националност       | 1991. | 1981. | 1971. | 1961. |
| Срби               | 47    | 56    | 66    | 66    |
| Југословени        |       | 3     |       |       |
| Хрвати             |       |       | 1     | 1     |
| остали и непознато |       | 1     | 2     |       |
| Укупно             | 47    | 60    | 69    | 67    |

| Демографија | Демографија | Демографија |
| Година      | Становника  | Становника  |
| ----------- | ----------- | ----------- |
| 1961.       | 67          |             |
| 1971.       | 69          |             |
| 1981.       | 60          |             |
| 1991.       | 47          |             |
| 2001.       | 18          |             |
| 2011.       |             | 22          |